# Ilse Müller
Ilse Müller (* 25. Januar 1939 in Stuttgart; † 13. Mai 2019 in Konstanz) war eine deutsche Managerin. Sie gehörte zu den Pionieren der deutschen EDV-Branche.

## Leben
Müller war eine der ersten deutschen Managerinnen. Sie hatte jedoch in der Computerbranche, in der sie tätig war und die zu ihrer Zeit von 1970 bis 1996 noch fast eine reine Männerdomäne war, schwer zu kämpfen. Gemeinsam mit ihrem Mann Otto Müller gründete sie 1972 in Konstanz die Firma Computertechnik Müller GmbH (kurz CTM), die Computer herstellte. Nach dem Verkauf der CTM gründeten die Müllers die Hyperstone GmbH und entwickelten keine Rechnersysteme mehr, sondern Mikrocontroller. Die CTM entwickelte die erste Client-Server-Architektur in den 1980er Jahren in Deutschland.
Sie erhielt 1992 den baden-württembergischen Dr.-Rudolf-Eberle-Wirtschaftspreis.